# Dylan Sprouse
Dylan Thomas Sprouse (Arezzo, 4 de agosto de 1992) é um ator e empresário americano. Ele é irmão gêmeo de Cole Sprouse e é conhecido por seu papel como Zack Martin na série do Disney Channel The Suite Life of Zack & Cody e sua obra derivada, The Suite Life on Deck.
Ele também é o co-fundador de uma produtora de hidromel de Nova York chamada All-Wise Meadery.

## Biografia
Dylan Thomas Sprouse nasceu em Arezzo, Itália, de pais americanos Matthew Sprouse e Melanie Wright, enquanto lecionavam em uma escola de inglês na Toscana. Dylan nasceu 15 minutos antes de seu irmão gêmeo mais novo, Cole Sprouse. Quatro meses após o nascimento, a família voltou para Long Beach, na Califórnia, de onde seus pais são. Sua avó materna, Jonine Booth Wright, foi uma atriz e professora de teatro que primeiro sugeriu que os meninos entrassem na indústria do entretenimento.

### Educação e empreendedorismo
Após o fim de The Suite Life of Zack & Cody em 2011, Sprouse frequentou a Escola Gallatin de Estudo Individualizado da Universidade de Nova York e obteve um diploma de quatro anos em design de videogame.
Em 2018, Sprouse abriu a produtora de hidromel All-Wise Meadery em Williamsburg, Brooklyn, cujo nome é uma referência à sua religião neopagã.

### Vida pessoal
De fevereiro de 2014 a agosto de 2017, Sprouse namorou a modelo, pintora e blogueira norte-americana Dayna Frazer. 
Sprouse casou-se com a modelo e atriz húngara Barbara Palvin no dia 15 de Julho de 2023, em uma cerimônia privada na capital da Hungria. Atualmente o casal reside no estado da Califórnia, onde compraram uma casa aconchegante de estilo espanhol avaliada em cerca de $1.8 milhões de dólares.

## Carreira

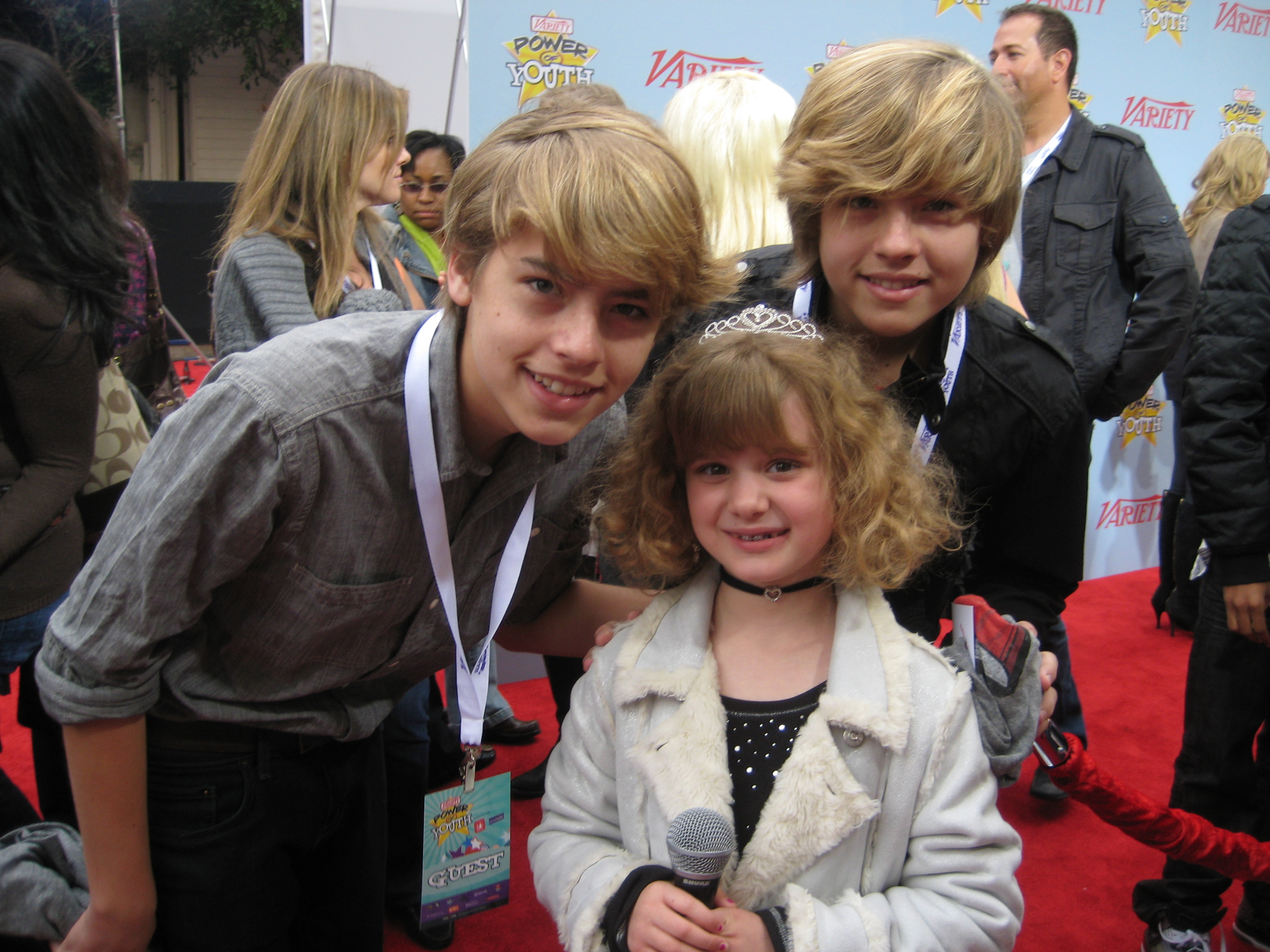
Cole (à esquerda) e Dylan (à direita) Sprouse, com Piper Reese no evento Power of Youth de 2009.

Dylan e seu irmão, Cole, começaram a atuar aos oito meses em um comercial de fraldas, após uma sugestão de sua avó. Grande parte do início da carreira de Sprouse foi compartilhada com seu irmão — alguns de seus primeiros papéis foram compartilhados como um bebê ou criança em comerciais, programas de televisão e filmes. Devido às leis de trabalho infantil na Califórnia, que restringem a quantidade de tempo que as crianças podem ser filmadas em um dia, a escolha de gêmeos em um único papel permite mais tempo para que um personagem seja filmado. Alguns papéis notáveis que ele compartilhou com seu irmão incluem os personagens de Patrick Kelly na comédia Grace Under Fire, de 1993 a 1998, Julian no filme de 1999, Big Daddy, e o jovem Pistachio Disguisey em The Master of Disguise, de 2002. À medida que ele e seu irmão cresceram, eles começaram a assumir mais papéis como personagens separados, mas muitas vezes ainda trabalhavam nos mesmos projetos. Seu primeiro papel como personagens separados na mesma produção foi como crianças em um esboço do MADtv. Sprouse interpretou Zack Martin na série de 2005 original do Disney Channel, The Suite Life of Zack & Cody ao lado de seu irmão; ele reprisou o papel na obra derivada de 2008, The Suite Life on Deck e seu filme relacionado.
Em 2017, ele foi escalado para o filme de suspense Dismissed como o papel principal de Lucas Ward. No mesmo ano, atuou no curta-metragem Carte Blanche, da diretora tcheca Eva Doležalová, e integrou o elenco da comédia Banana Split como Nick. No ano seguinte, Sprouse se juntou ao curta Daddy como Paul e ao filme chinês Turandot ao lado da atriz Guan Xiaotong como o personagem Calaf.
Em 2020, Sprouse interpretou Trevor Matthews em After We Collided, a sequência do filme de 2019 After. Em maio do mesmo ano, foi anunciado que Heavy Metal e DiGa Studios estariam lançando a primeira edição da revista em quadrinhos de Sprouse, Sun Eater.

## Filmografia

### Cinema
| Ano  | Título                                            | Personagem                | Notas                     | Ref.                |
| ---- | ------------------------------------------------- | ------------------------- | ------------------------- | ------------------- |
| 1999 | The Astronaut's Wife                              | Gêmeo                     |                           |                     |
| 1999 | Big Daddy                                         | Julian McGrath            |                           |                     |
| 2001 | Diary of a Sex Addict                             | Sammy Jr.                 | diretamente em vídeo      |                     |
| 2001 | I Saw Mommy Kissing Santa Claus                   | Justin Carver             |                           |                     |
| 2002 | Eight Crazy Nights                                | Soldados da KB Toys       | Voz                       |                     |
| 2002 | The Master of Disguise                            | Pistachio Disguisey jovem |                           |                     |
| 2003 | Apple Jack                                        | Jack Pyne                 | Curta-metragem            |                     |
| 2003 | Just for Kicks                                    | Dylan Martin              | diretamente em vídeo      |                     |
| 2004 | The Heart Is Deceitful Above All Things           | Jeremiah mais velho       |                           |                     |
| 2005 | Born Killers                                      | John jovem                |                           |                     |
| 2006 | Holidaze: The Christmas That Almost Didn't Happen | Criança                   | Voz; diretamente em vídeo |                     |
| 2007 | A Modern Twain Story: The Prince and the Pauper   | Tom Canty                 |                           |                     |
| 2008 | Snow Buddies                                      | Shasta                    | Voz; diretamente em vídeo |                     |
| 2009 | The Kings of Appletown                            | Will                      |                           |                     |
| 2010 | Kung-Fu Magoo                                     | Justin Magoo              | Diretamente em vídeo      |                     |
| 2017 | Dismissed                                         | Lucas Ward                | Diretamente em vídeo      | [ 21 ] [ 22 ]       |
| 2017 | That High and Lonesome Sound                      |                           | Curta-metragem            |                     |
| 2018 | Banana Split                                      | Nick                      |                           | [ 2 ] [ 24 ]        |
| 2019 | Carte Blanche                                     | Gideon Blake              | Curta-metragem            | [ 23 ]              |
| 2019 | Daddy                                             | Paul                      | Curta-metragem            | [ 25 ]              |
| 2020 | After We Collided                                 | Trevor Matthews           |                           | [ 2 ] [ 27 ] [ 28 ] |
| 2020 | Turandot                                          | Calaf                     | Pós-produção              | [ 26 ]              |
| 2020 | Tyger Tyger                                       | Luke                      | Pós-produção              |                     |
| 2023 | Beautiful Disaster                                | Travis Maddox             |                           |                     |
| 2024 | Aftermath                                         | Eric Daniels              |                           |                     |

### Televisão
| Ano       | Título                          | Personagem    | Notas                                                 | Ref. |
| --------- | ------------------------------- | ------------- | ----------------------------------------------------- | ---- |
| 1993–1998 | Grace Under Fire                | Patrick Kelly |                                                       |      |
| 1998      | MADtv                           | Criança       | 2 episódios                                           |      |
| 2001      | The Nightmare Room              | Buddy         | Episódio: "Scareful What You Wish For"                |      |
| 2001      | That '70s Show                  | Bobby         | Episódio: "Eric's Depression"                         |      |
| 2005–2008 | The Suite Life of Zack & Cody   | Zack Martin   |                                                       |      |
| 2006      | The Emperor's New School        | Zam           | Voz; episódio: "Oops, All Doodles/Chipmunky Business" |      |
| 2006      | That's So Raven                 | Zack Martin   | Episódio: "Checkin' Out"                              |      |
| 2008      | According to Jim                | Ele mesmo     | Episódio: "I Drink Your Milkshake"                    |      |
| 2008–2011 | The Suite Life on Deck          | Zack Martin   |                                                       |      |
| 2009      | Os Feiticeiros de Waverly Place | Zack Martin   |                                                       |      |
| 2009      | Hannah Montana                  | Zack Martin   |                                                       |      |
| 2010      | I'm in the Band                 | Zack Martin   | Episódio: "Weasels on Deck"                           |      |
| 2011      | The Suite Life Movie            | Zack Martin   | Telefilme                                             |      |
| 2012      | So Random!                      | Ele mesmo     | Episódio: "Cole and Dylan Sprouse"                    |      |

### Vídeo musical
| Ano  | Canção            | Artista                             | Notas | Ref.   |
| ---- | ----------------- | ----------------------------------- | ----- | ------ |
| 2018 | “Consequences”    | Camila Cabello                      |       | [ 30 ] |
| 2019 | “Think About You” | Kygo participação Valerie Broussard |       | [ 31 ] |

## Prêmios e indicações
| Ano  | Prêmio                              | Categoria                                                                  | Trabalho indicado             | Resultado | Ref.          |
| ---- | ----------------------------------- | -------------------------------------------------------------------------- | ----------------------------- | --------- | ------------- |
| 1999 | YoungStar Awards                    | Melhor performance de um jovem ator em um filme de comédia                 | Big Daddy                     | Indicado  |               |
| 2000 | Blockbuster Entertainment Awards    | Ator coadjuvante favorito - Comédia                                        | Big Daddy                     | Indicado  | [ 32 ]        |
| 2000 | Prêmios MTV Movie                   | Melhor dupla                                                               | Big Daddy                     | Indicado  | [ 33 ]        |
| 2000 | Young Artist Awards                 | Melhor performance em longa-metragem - jovem ator de dez anos ou menos     | Big Daddy                     | Indicado  | [ 34 ]        |
| 2006 | Young Artist Awards                 | Melhor Desempenho em Série de TV (Comédia ou Drama) - Jovem Ator Principal | The Suite Life of Zack & Cody | Indicado  | [ 35 ]        |
| 2007 | Popstar Magazine's Poptastic Awards | Ator de televisão favorito                                                 | The Suite Life of Zack & Cody | Indicado  |               |
| 2007 | Young Artist Awards                 | Melhor Desempenho em Série de TV (Comédia ou Drama) - Jovem Ator Principal | The Suite Life of Zack & Cody | Indicado  | [ 36 ]        |
| 2008 | Kids' Choice Awards                 | Ator de televisão favorito                                                 | The Suite Life of Zack & Cody | Indicado  | [ 37 ]        |
| 2008 | Popstar Magazine's Poptastic Awards | Ator de televisão favorito                                                 | The Suite Life of Zack & Cody | Indicado  |               |
| 2009 | Kids' Choice Awards                 | Ator de televisão favorito                                                 | The Suite Life of Zack & Cody | Venceu    | [ 38 ] [ 39 ] |
| 2009 | Popstar Magazine's Poptastic Awards | Ator de televisão favorito                                                 | The Suite Life on Deck        | Indicado  | [ 40 ]        |
| 2010 | Kids' Choice Awards                 | Ator de televisão favorito                                                 | The Suite Life on Deck        | Venceu    | [ 41 ]        |
| 2011 | Kids' Choice Awards                 | Ator de televisão favorito                                                 | The Suite Life on Deck        | Venceu    | [ 42 ]        |